# 돈 브록켓
돈 브로킷(Don Brockett, 1930년 1월 30일 ~ 1995년 5월 2일)은 미국의 배우, 영화 감독이다.
피츠버그에서 태어났으며 피츠버그에서 사망하였다. 사인은 심근 경색이다.

## 영화
- 위험한 행운 (1993년)
- 패스 어웨이 (1992년)
- 호파 (1992년)
- 밥 로버츠 (1992년)
- 양들의 침묵 (1991년)
- 후레치 2 (1989년)
- 나이트 게임 (1987년)
- 래핑 (1985년)
- 살아있는 시체들의 밤 3 - 시체들의 날 (1985년)
- 플래시댄스 (1983년)